# Барода (Мічиган)
Барода (англ. Baroda) — селище (англ. village) в США, в окрузі Беррієн штату Мічиган. Населення — 875 осіб (2020).

## Географія
Барода розташована за координатами 41°57′17″ пн. ш. 86°29′15″ зх. д. / 41.95472° пн. ш. 86.48750° зх. д. (41.954653, -86.487582).  За даними Бюро перепису населення США в 2010 році селище мало площу 1,86 км², з яких 1,86 км² — суходіл та 0,00 км² — водойми.

## Демографія
Згідно з переписом 2010 року, у селищі мешкали 873 особи в 381 домогосподарстві у складі 229 родин. Густота населення становила 469 осіб/км².  Було 407 помешкань (219/км²).
Расовий склад населення:
| - 95,6 % — білих - 0,5 % — корінних американців - 0,5 % — чорних або афроамериканців - 0,1 % — вихідців з тихоокеанських островів - 0,1 % — азіатів - 1,1 % — осіб інших рас |

До двох чи більше рас належало 2,1 %. Частка іспаномовних становила 2,5 % від усіх жителів.
За віковим діапазоном населення розподілялося таким чином: 24,1 % — особи молодші 18 років, 61,9 % — особи у віці 18—64 років, 14,0 % — особи у віці 65 років та старші. Медіана віку мешканця становила 37,8 року. На 100 осіб жіночої статі у селищі припадало 95,3 чоловіків;  на 100 жінок у віці від 18 років та старших — 90,5 чоловіків також старших 18 років.
Середній дохід на одне домашнє господарство  становив 52 412 долари США (медіана — 39 231), а середній дохід на одну сім'ю — 59 506 доларів (медіана — 51 042). Медіана доходів становила 40 417 доларів для чоловіків та 35 156 доларів для жінок. За межею бідності перебувало 12,2 % осіб, у тому числі 14,5 % дітей у віці до 18 років та 8,4 % осіб у віці 65 років та старших.
Цивільне працевлаштоване населення становило 437 осіб. Основні галузі зайнятості: мистецтво, розваги та відпочинок — 17,4 %, освіта, охорона здоров'я та соціальна допомога — 16,5 %, виробництво — 16,0 %.